# Desingerica
Dragomir Despić (Beograd, 8. februar 1993), poznatiji pod umetničkim imenom Desingerica, srpski je reper.

## Biografija
Dragomir Despić je rođen 1993. godine u Beogradu u Bloku 70, gde je i odrastao. Od malih nogu se bavio košarkom, a od 2019. godine se bavi tetoviranjem, kada je otvorio studio za tetoviranje.
Muzičku karijeru započeo je 2022. godine, kada je sa Lukom Bijelovićem, poznatijim kao Pljugica, objavio prvi singl Kucci Kucci. Pesma je za kratko vreme pridobila pažnju publike i medija, pošto su za potrebe snimanja spota zaustavili autoput.
Na leto je ovaj dvojac sarađivao sa Lackuom, sa kim su objavili pesmu Pistacc. Potom je septembra izašla pesma Balkanacc koja predstavlja spoj repa i turbo-folka. Do kraja godine usledile su pesme Tuckavacc i Praccka, a početkom 2023. su objavili duete Ficcni i Novacc. Krajem juna 2023. nastupao je na Belgrade Music Week festivalu na Ušću pred nekoliko desetina hiljada posetilaca.
Sredinom avgusta 2023. godine, Draško Stanivuković mu je kao gradonačelnik Banja Luke zabranio nastup u gradu zbog navodne promocije pogrešnih vrednosti, dodavši da je „zabranio primitivizam, a ne umetnost”.

## Diskografija

### Pesme
- (. Pljugica, 2022)
- (. Pljugica, Lacku, 2022)
- (. Pljugica, 2022)
- (. Pljugica, 2022)
- (. Pljugica, 2022)
- (. Pljugica, 2023)
- (. Pljugica, 2023)
- (. Pljugica, Đekson, Coja, 2023)
- (. Pljugica, 2023)
- (. Pljugica, 2023)
- (. Pljugica, 2023)
- (2023)
- (. Zera, 2023)
- (2024)
- (. Đekson, 2024)
- (2024)
- (2024)
- (. Zera, Pajak, 2024)
- (2025)
- (. Đekson, 2025)
- (. Napoleon, Frantz, 2025)
- [8] (2025)

## Spoljašnje veze
- Desingerica na sajtu